# 쓰가루 쓰네토시
쓰가루 쓰네토시(일본어: 津軽典暁, つがる つねとし, 1787년 ~ 1805년 8월 31일)는 구로이시 쓰가루 가문의 7대 당주이다.
6대 당주이자 히로사키번의 9대 번주 쓰가루 야스치카의 맏아들로 태어났다. 아버지가 히로사키 번주 자리를 계승하게 되면서, 1791년 가독을 이어받아 영지 4천 석을 상속받았다. 1805년 음력 8월 8일에 후사 없이 사망하였고, 그 뒤를 양자인 쓰가루 지카타리가 이었다.
| 전임 쓰가루 야스치카 | 제7대 구로이시 쓰가루 가문 당주 1791년 ~ 1805년 | 후임 쓰가루 지카타리 |